# Mamadou N'Diaye (basquetebolista)
Mamadou N'Diaye (Dakar, 16 de junho de 1975) é um ex-jogador senegalês de basquete profissional que atuou na National Basketball Association (NBA). Foi o número 26 do Draft de 2000.